# Isenbüttel
Isenbüttel – miejscowość i gmina w Niemczech, w kraju związkowym Dolna Saksonia, w powiecie Gifhorn, siedziba gminy zbiorowej Isenbüttel.

## Współpraca
Miejscowość partnerska:
- Bad Friedrichshall, Badenia-Wirtembergia